# 莎车站
莎车站（维吾尔语：يەكەن بېكىتى，拉丁维文：Yeken bëkiti），位于中华人民共和国新疆维吾尔自治区喀什地区莎车县，是喀和铁路上的火车站，建于2010年，由乌鲁木齐铁路局喀什车务段管辖。

## 車站周邊
- 莎车县人民医院城南分院
- 莎车县卫生局
- 莎车县公安局
- 莎车县人民法院
- 莎车县森林派出所

## 歷史
- 建于2010年。

## 外部連結
- 中国铁路客户服务中心 （页面存档备份，存于）